# 投与経路
投与経路（とうよけいろ）とは薬理学や毒性学において薬物、毒物その他の化合物を体内に送り込むための方法と経路を指す。与えられた物質は、体内に導入された場所からその機能が発現する特定の部位へと輸送されなければならない（このことは、たとえ角質層を通した皮膚内部への単なる浸潤だったとしても言えることである）。しかしながら生体の輸送機構を用いて薬物を輸送することはそれほど単純なことではない。吸収、分布、代謝、排泄 (ADME) のプロセスに関連する薬物の薬物動態学的性質は投与経路に大きく影響をうける。

## 分類
投与経路はおおよそ以下のように分類される。局所投与と全身投与に大別され、さらに全身投与は経腸投与と非経口投与に分類される。
1. 局所投与: 直接作用が期待される部位に与えられる。局所的な効果をもたらす。
2. 経腸投与: 消化器系を通して与えられる。全身（非局所的）に効果をもたらす
3. 非経口投与: 消化器系以外の経路で吸収される方法。全身に効果をもたらす。

## 局所投与
皮膚上投与
上皮に直接塗布する方法。例）各種の軟膏、ローション。またアレルギーテスト、局所麻酔など。
吸入投与
ガス状、霧状の薬剤を口から吸い込み、気道、肺に作用させる方法。例）喘息薬など。
注腸投与
注射器やチューブを用いて腸管へ直接投与する方法。例）腸管造影剤など。
結膜上への点眼
目薬。例）結膜炎用抗生剤など。
点耳
例）外耳炎用抗生剤や副腎皮質ホルモンなど。
経鼻投与
薬剤を鼻から吸入する方法。例）充血除去剤の鼻スプレー（経鼻投与は粘膜吸収を経た非局所的効果を期待する場合にも用いられる）。
膣内投与
膣内へ薬剤を注入する方法。例）エストロゲン、抗生剤等の局所投与。

## 経腸投与
経腸投与とはこの場合、消化器系の一部から薬物を吸収させる投与法を示す。 
経口投与
一般的には粉末、錠剤、カプセルなど製剤された薬物を飲み込み、消化器系から吸収させる方法。また、のど飴などの口腔内で溶かす薬なども経口投与の一種といえる。経口を意味するラテン語per osを略してPOと表記されることがある。
経管栄養
経鼻胃管や胃瘻、十二指腸瘻などを用いた胃、十二指腸への投与。何らかの理由により経口投与が困難な場合に用いられる。動物を用いた薬物試験の場合も良く用いられる。
注腸投与
坐剤、浣腸を用いた直腸への投与。

## 非経口投与

### 注射器または注入ポンプによる非経口投与

#### 経静脈投与 (IV)
静脈注射、点滴静脈注射など。静脈を意味する英語Intravenousを略してIVと表記されることがある。例）多くの医薬品、高カロリー輸液など。点滴の三方活栓から投与されることも多い。

#### 経動脈投与 (IA)
例）血管痙攣の治療に用いられる血管拡張剤や血栓性塞栓症治療のための血栓溶解剤など。

#### 筋肉内投与 (IM)
筋肉内注射。筋肉内を意味する英語Intramuscularを略してIMと表記されることがある。例） ワクチン、抗生剤、長期的精神活性物質など。

#### 心臓内投与 (IC)
例）かつて心肺蘇生法中にアドレナリンを投与するために用いられた。

#### 皮下投与 (SC, sub-Q)
皮下を意味する英語Subcutaneousを略してSC、またはその発音からsub-Qと表記されることがある。例）インスリンなど。

#### 骨内投与 (IO)
骨髄は静脈系に直結しているので実質的には間接的な経静脈投与といえる。この経路は救急医療や小児科などで静脈投与が困難な場合に用いられることがあるが専用針が高価で普及していない。

#### 皮内投与 (ID)
皮内を意味する英語Intradermalを略してIDと表記されることがある。例）アレルギーテスト、刺青など

#### くも膜下（腔）投与 (IT)
脊髄への投与。例）　脊髄麻酔薬。脊髄への化学療法。

#### 腹腔内投与 (IP)
例）腹膜透析における透析液の注入。

#### 膀胱内投与 (VE)
例）膀胱ガン治療。

### その他の非経口投与

#### 経皮投与
皮膚表面からの吸収を意図した投与方法。例）疼痛治療に用いられるオピオイドパッチ、ニコチン中毒治療に用いられるニコチンパッチ。

#### 経粘膜投与
例）コカインの経鼻吸入。ニトログリセリンの舌下投与。口腔粘膜投与（バッカル剤。歯茎と頬の間にて溶解、吸収）。膣坐剤。
吸入投与
肺からの吸収を意図した投与方法。例）吸入麻酔薬。

#### 気管内投与
気管チューブからの投与。新生児への肺サーファクタントや心肺蘇生時のアドレナリンなど。

### その他の投与経路

#### 硬膜外投与
硬膜外麻酔の投与経路である。

#### 硝子体内投与
眼球内の硝子体への投与。

## 利点および欠点
それぞれの投与経路には利点と欠点がある。

### 経口

#### 利点
- 身体を傷つけることがなく安全。
- 特別な器具を要することなく容易。
- 製剤、保存などの面で安価。

#### 欠点
- 消化器系の粘膜を通して体内に吸収されることから、溶解性、膜透過性などの吸収に関する物理学的性質に劣る薬物には向かない。
- 前項の吸収率と初回通過効果のため生物学的利用能は他の経路に比べて低い。
- 被験者が薬物を飲み込める状態になければならない。

### 吸入

#### 利点
- 最も素早い吸収と効果。7-10秒で薬物は脳に達する。
- 投与量の漸増が可能。

#### 欠点
- 薬物が脳に急速に作用するため、最も中毒症状を起こし易い。
- 投与量を厳密に調節することは難しい。
- 吸入器の取り扱いに熟練を要する。または被験者の側に慣れが必要。

### 注射
ここでの注射とは上で挙げた経静脈投与、筋肉内投与、皮下投与を指す。

#### 利点
- 速さ：経静脈投与では15-30秒、筋肉内、または皮下投与では3-5分で全身に到達する。
- 1回の投与で数日から数カ月間効果を示すように製剤することが可能である。例）　避妊薬デポ-プロベラ (Depo-Provera) は1回の投与で3カ月間有効。
- 継続的な投与が可能。例）継続的痛みを持つ患者に対するモルヒネの投与。水分補給のための生理食塩水点滴。

#### 欠点
- 血中濃度の立ち上がりは急激であるため即時の効果が見られるが、薬物乱用においては中毒になるリスクがより高い。
- 注射針を再使用するとHIVや肝炎などの感染症の危険性を伴う。
- 生体の自然な防御機構の多くを通過しないため、被験者を肝炎、膿瘍、感染症、不溶性粒子、添加剤、不純物などに直接さらすことになり、最も危険な投与経路である。
- 誤った操作により気泡が注入されると死に到る場合がある。
- 器具を厳密に無菌状態にする必要がある。
- 経静脈投与は血管が細い小動物には適さない。そのため動物実験では経管栄養が好まれる。

## 使用
状況に応じて同じ投与経路が局所投与にも非局所投与にも用いられる。例えば、吸入投与は喘息薬の投与においては気道を標的器官としている（局所投与）が、全身麻酔の投与においては脳が標的器官である（非局所的投与）。一方、同一の薬物が投与経路により異なった結果をもたらすことがある。例えば、モルヒネのようなオピオイドの拮抗薬として知られるナロキソンは、消化管からは十分に血流に吸収されないという特性から、経腸投与と非経口投与では用途が異なる。静脈投与ではナロキソンは血流に乗って中枢神経に輸送され、そこでオピオイドと反対の作用を示す。そのためのオピオイド過剰摂取治療薬として用いられる。一方、経口投与ではナロキソンは吸収されずに腸管まで達し、そこで下剤として作用する。そのため鎮痛剤の作用を何ら妨げず、鎮痛療法中の便秘治療に用いられる。
経腸投与は穿刺や殺菌の必要がなく、一般に患者にとって最も簡便な経路である。実際医薬品の約70％（売り上げ比）が経腸投与の一部である経口投与で占められていると言われている
。経腸投与はその簡便さから慢性病治療薬では頻繁に用いられる。しかしながら、前述のように薬物によっては消化管吸収が悪い（または一定でない）ために経腸投与が適さない場合がある。そのような場合は経皮投与が患者にとって楽な代替経路となりうるが、製剤の方法が限られているのが経皮投与の難点である。
急性疾患においては（救急医学と集中治療医学では）ほとんどの医薬は静脈注射で与えられる。急病患者の組織や消化管からの薬物の吸収は、血流や腸管運動が通常と変化している可能性があり、しばしば予測不能であることから静脈注射が最も確実な経路とみなされる。